# Leioproctus ruber
Leioproctus ruber är en biart som beskrevs av Toro 1970. Leioproctus ruber ingår i släktet Leioproctus och familjen korttungebin. Inga underarter finns listade i Catalogue of Life.